# Kitzeberger Lager
Kitzeberger Lager nannten sich mehrtägige Dozentenlager für Rechtswissenschaftler in der Zeit des Nationalsozialismus, die in dem kleinen Ortsteil von Heikendorf, Kitzeberg, am Ostufer der Kieler Förde stattfanden. Am selben Ort gab es seit 1934 auch eine Dozenten-Akademie.
In Kitzeberg trafen sich zwischen 1933 und 1935 eine Reihe von Kieler nationalsozialistischen Rechtswissenschaftlern („Kieler Schule“). Einer der Organisatoren dieser Lager war der Staatsrechtslehrer Ernst Rudolf Huber. Teilnehmer waren unter anderem Georg Dahm, Karl Larenz, Karl Michaelis, Friedrich Schaffstein, Wolfgang Siebert und Franz Wieacker.
Die 1934 eingerichtete Dozenten-Akademie in Kitzeberg fand unter Leitung des preußischen Kultusministeriums bzw. der Deutschen Dozentenschaft statt. Der Besuch einer Dozenten-Akademie war Voraussetzung, damit habilitierte Wissenschaftler zu Dozenten ernannt werden konnten. Ähnliche Dozenten-Akademien gab es in Weichselmünde bei Danzig, auf Schloss Tännich in Thüringen sowie in Rittmarshausen bei Göttingen.